# Robert Devereux (18e vicomte Hereford)
Pour les articles homonymes, voir Robert Devereux et Dévereux.
Robert Milo Leicester Devereux (1932 – 2004) est militaire et parlementaire britannique.

## Famille
D'ascendance de la noblesse anglo-normande, il succède en 1952 aux titres de son père Robert Devereux, 17e vicomte Hereford, baronnet aussi chevalier dans l'ordre de Saint-Jean.
Il habite à Hampton Court dans l'Herefordshire et a deux fils.

### Héraldique

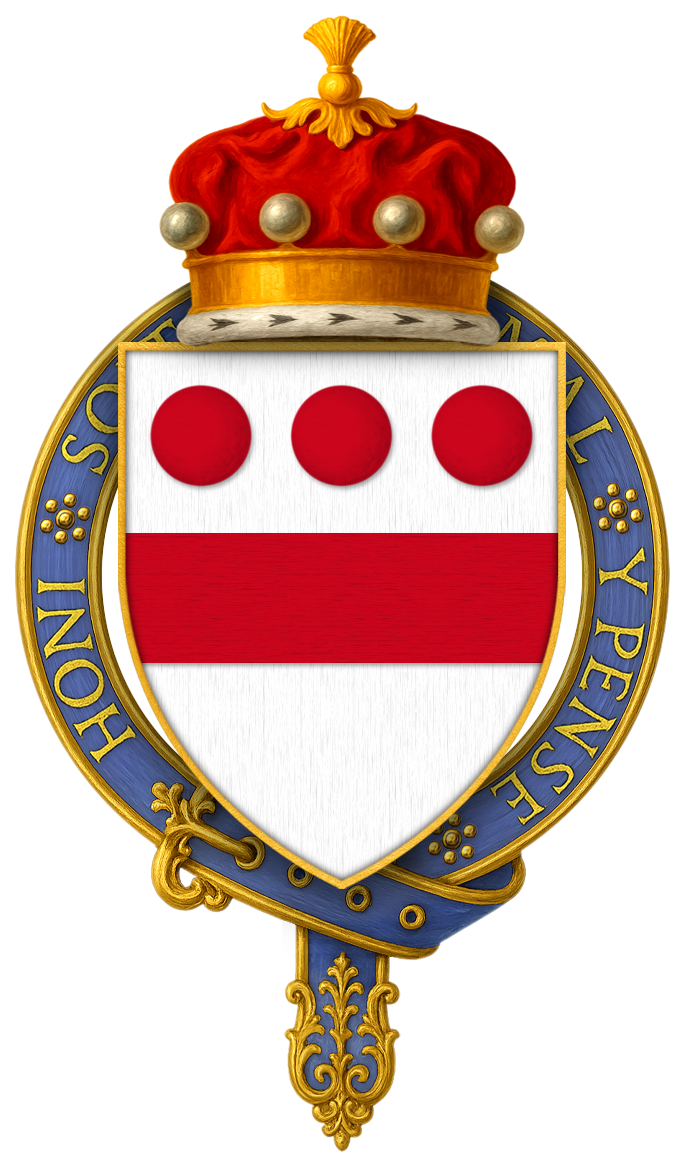
7e baron Ferrers KG
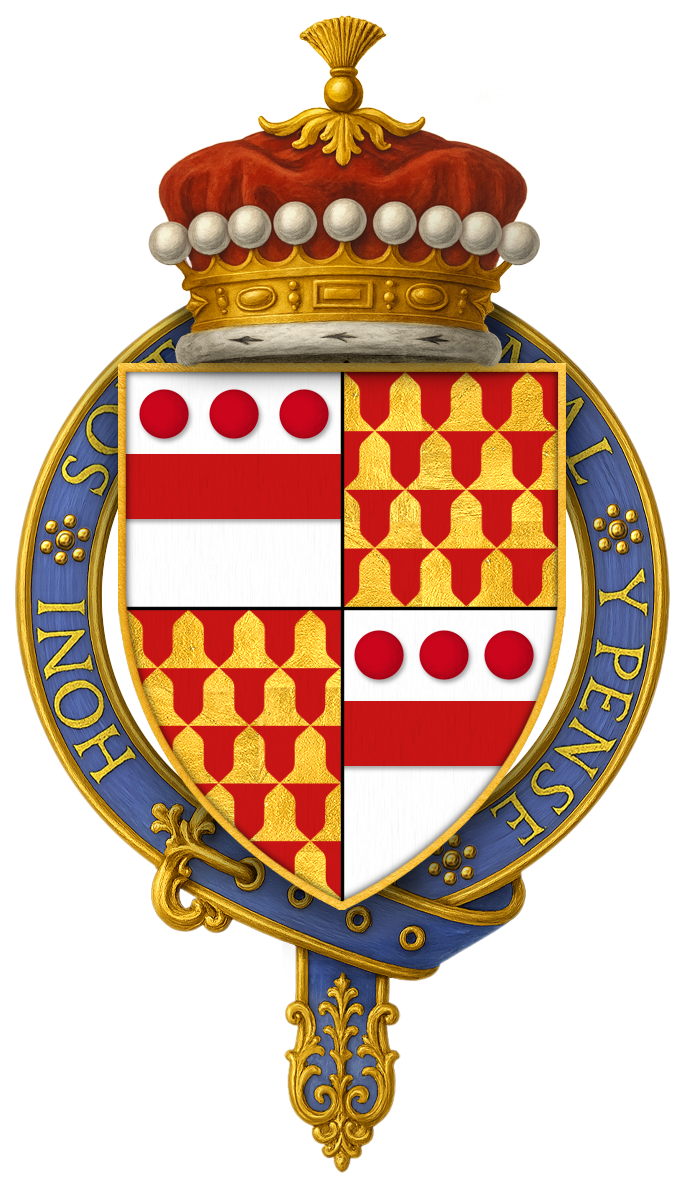
1er vicomte Hereford KG
17e vicomte Hereford
18e vicomte Hereford

### Articles connectes
- Baronnage anglo-normand
- Comtes d'Essex
- Comtes d'Évreux
- Vicomtes Hereford
- Famille Dévereux